# Українська лють (пісня)
Українська лють — популярна пісня часів народної війни проти російських окупантів у 2022 році. Кавер на італійську повстанську пісню «Bella ciao».
Присвячена героям, Збройним силам України і всім, хто зараз бореться за рідну землю.
Авторка — українська співачка Христина Соловій.